# Nekoda Smythe-Davis
Nekoda Smythe-Davis (Londres, 22 de abril de 1993) es una deportista británica que compite en judo. Ganó dos medallas en el Campeonato Mundial de Judo, plata en 2018 y bronce en 2017, ambas en la categoría de –57 kg.

## Palmarés internacional
| Campeonato Mundial | Campeonato Mundial | Campeonato Mundial | Campeonato Mundial |
| Año                | Lugar              | Medalla            | Categoría          |
| ------------------ | ------------------ | ------------------ | ------------------ |
| 2017               | Budapest (Hungría) | Medalla de bronce  | –57 kg             |
| 2018               | Bakú (Azerbaiyán)  | Medalla de plata   | –57 kg             |